# Krakowski rynek
Krakowski rynek – targowisko we Lwowie, w dzielnicy Kleparów w rejonie szewczenkowskim przy ulicy Bazarnej 11 (dawniej Szpitalna, od 1932 Filipa Schleichera). 
Przed II wojną światową jeden z największych lwowskich bazarów działał na placu Krakowskim, od lokalizacji na Przedmieściu Krakowskim był przez mieszkańców miasta nazywany "Krakidałami". Handlowano tam głównie produktami spożywczymi, a sprzedającymi byli przede wszystkim Żydzi. Podczas okupacji hitlerowskiej społeczność żydowska przestała istnieć, natomiast po 1945 władze radzieckie w ramach porządkowania miasta postanowiły zmienić lokalizację targowiska (targowisko na dawnym Placu Krakowskim, obecnie Jarosława Ośmiomysła odrodziło się po uzyskaniu przez Ukrainę niepodległości). Nowe powstało w 1947 na obszarze zdewastowanego w 1941 starego cmentarza żydowskiego, na terenie tym nie przeprowadzono ekshumacji, a jedynie utwardzono jego powierzchnię. Początkowo nosił nazwę "Rynek Centralny". W pierwszym półroczu 2007 Krakowski rynek był największym płatnikiem odprowadzającym podatki do budżetu miasta Lwowa. Jego obecnym dyrektorem jest Wołodymyr Kożan, radny lwowskiej rady miasta z ramienia partii Nasza Ukraina. Targowisko działa przez sześć dni w tygodniu w godzinach 6-21. 